# Pařížská církevní provincie

Pařížská církevní provincie na mapě Francie

Pařížská církevní provincie (fr. Province ecclésiastique de Paris) je římskokatolická církevní provincie v regionu Île-de-France ve Francii. V čele provincie stojí arcibiskup–metropolita v Paříži. Současným metropolitou je pařížský arcibiskup Michel Aupetit. Provincie byla založena roku 1622 a v současné rozloze existuje od roku 2002.

## Členění
Území provincie se člení na osm diecézí:
- arcidiecéze pařížská, založena ve 3. století jako biskupství a roku 1622 povýšena na arcibiskupství
- diecéze créteilská, založena 1966
- diecéze évryjsko-corbeilskoessonneská, založena 1966
- diecéze meauxská, založena ve 4. století
- diecéze nanterrská, založena 1966
- diecéze pontoiská, založena 1966
- diecéze saintdeniská, založena 1966
- diecéze versailleská, založena 1801

## Historie
Pařížská církevní provincie byla vytvořena roku 1622, když bylo pařížské biskupství povýšeno na arcibiskupství, původně sufragánní v církevní provincii Sens. Nová provincie tak vznikla rozdělením původní provincie v Sens, z níž byly vyděleny vedle Paříže také biskupství v Chartres, Meaux a Orléans. V roce 1697 byla do pařížské provincie zahrnuta pátá diecéze bloiská.
Paříž zůstala sídlem církevního obvodu dle občanské ústavy duchovenstva také během Velké francouzské revoluce. Po konkordátu z roku 1801 Paříž stála v čele provincie s devíti biskupstvími – Amiens, Arras, Cambrai, Meaux, Orléans, Paříž, Soissons, Troyes a Versailles.
Reforma z roku 1822 snížila rozlohu provincie vytvořením církevní provincie v Remeši, takže se provincie nově skládala z diecézí bloiské, chartreské, meauxské, orleánské, pařížské a versailleské.
Následkem reformy pařížského regionu v roce 1964 bylo v roce 1966 rozhodnuto sjednotit hranice provincie s pařížským regionem: provincie si ponechala svou dosavadní rozlohu, ale biskupství vznikla v každém nově zřízeném departementu.
V roce 2002 proběhla reforma katolických okrsků a pařížská provincie tím získala dnešní rozlohu odpovídající regionu Île-de-France.